# Tramvaiul din Craiova
Tramvaiul din Craiova este operat de RAT Craiova ce asigură transportul public din oraș. Există o singură cale de rulare între partea de sud a orașului și cartierul Izvorul Rece, pe care mai circulă 2 linii:
- 100: Pasaj Electro – Calea București – PECO Severinului.
- 101: Ford – Pasaj Electro –  Calea București – PECO Severinului - Izvorul Rece.

## Istoric
Primele oferte pentru realizarea unei rețele de tramvaie în oraș datează din 1890, însă ele nu s-au concretizat înainte de al doilea război mondial. În 1942 a fost începută construcția, urmând a fi folosit material rulant rechiziționat din Odesa de trupele române: nouă vagoane motoare și trei remorci. Starea necorespunzătoare a vehiculelor a făcut ca acest proiect să fie rapid abandonat.
În 1987 a fost dată în folosință linia lungă de 18,7 km. Extremitățile estică și vestică erau deservite o dată pe oră, pe când porțiunea centrală beneficia de un serviciu mai frecvent. 
Între 1987 și 1989 au fost livrate 49 de tramvaie Timiș 2, iar între 1998 și 2001 au fost aduse 27 de rame KT4D, T4D și B4D din Berlin și Leipzig.
În anul 2005, au fost aduse 9 tramvaie SGP E1 din Rotterdam, iar în 2007 13 rame Tatra T4D-MT din Dresda.
In anul 2011 s-a inaugurat pasajul rutier și de tramvai din Piața Unirii. Pe durata construcției, circulația s-a desfășurat după cum urmează:
- 100: Calea Severinului - Pasaj Electroputere;

- 101: Izvorul Rece (CLF) - Ford Poarta 1;

- 102: Termo Buclă (Ișalnița) - Ford Poarta 1.

Intre 2012 si 2015 a avut loc modernizarea tronsoanelor Depou Tramvai - Pasaj Electro și Pasaj Electro - Shell, lucrare ce a presupus schimbarea rețelei de contact. Concomitent, s-a realizat modernizarea a 12 tramvaie Tatra KT4D și SGP E1.  
În anul 2021, a fost încheiat un contract de furnizare a 17 tramvaie noi, cu lungimea de 25 de metri, cu producătorul polonez PESA. După omologare și aprobare tehnică, primele 9 tramvaie au intrat în serviciu regulat pe străzile din Craiova, pe 16 martie 2023.
În luna mai 2022, tronsoanele PECO Severinului - CLF - Termo Ișalnița, respectiv Shell - Ford, au fost închise, în vederea reabilitării căii de rulare, a rețelei de contact, respectiv a stațiilor de pe traseu. Pe 23 octombrie 2023, circulația tramvaielor pe tronsonul Shell - Ford a fost reluată. Până la inaugurarea tronsonului spre CLF, tramvaiele au circulat alternativ, atât pe traseul obișnuit al liniei 100, cât și pe un traseu temporar extins (PECO Severinului - Pasaj Electro - Ford Poarta 1).
În data de 29 noiembrie 2023, a fost reluată circulația și pe tronsonul PECO Severinului - CLF, linia 101 fiind, din nou, operată cu tramvaie pe întregul traseu. Circulația tramvaielor pe tronsonul spre Termo Ișalnița a fost oprită, traseul liniei 102 fiind scurtat (CLF - Termo Ișalnița) și asigurat cu un autobuz din dotarea RAT Craiova.

## Material rulant

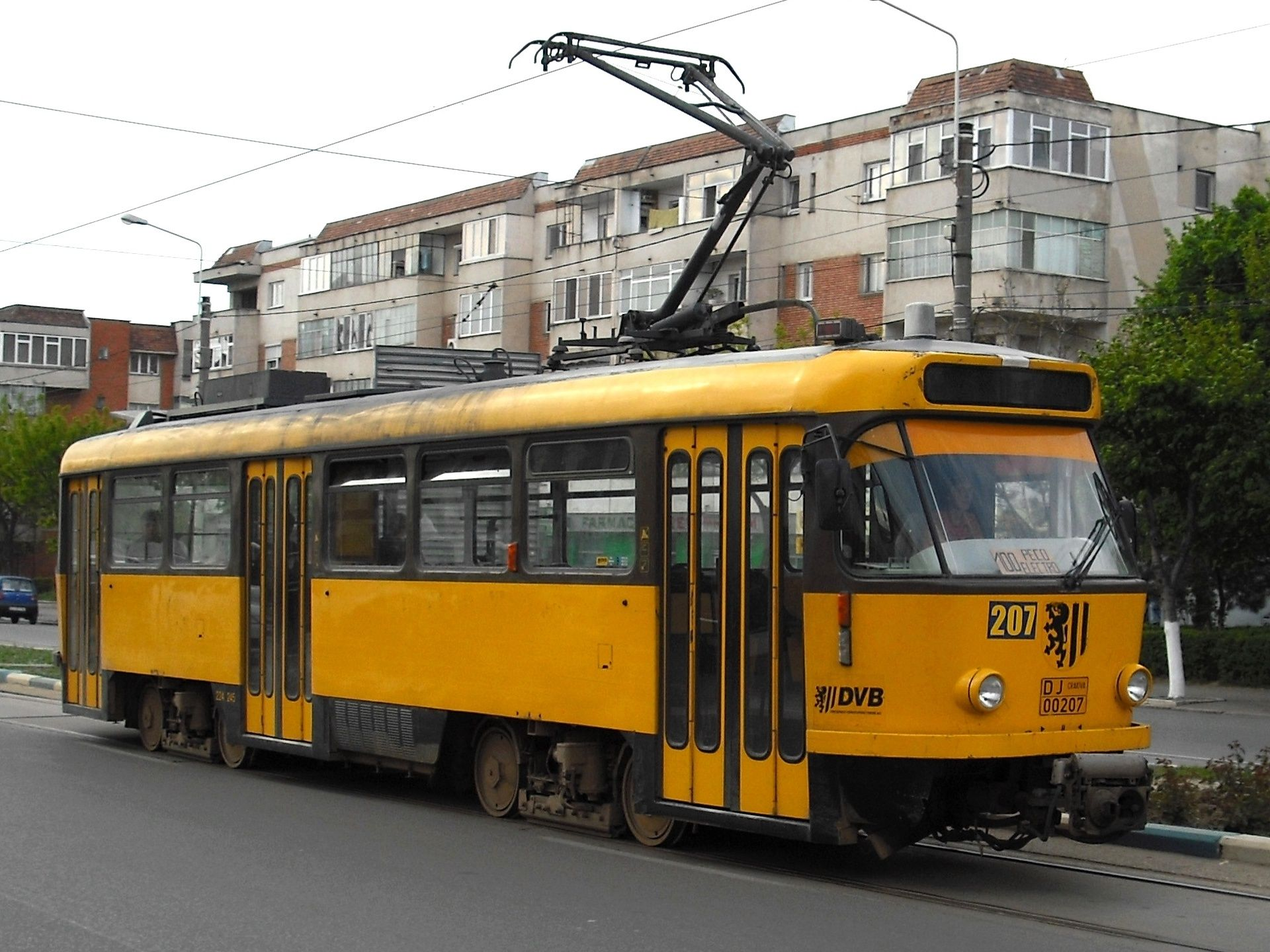
Tramvai Tatra T4D

În august 2019 RAT Craiova avea 29 de tramvaie, dintre care 15 funcționale.
| Model           | Tip                     | Număr unități | An cumpărare | An fabricație | Obs. |
| PESA Twist 145N | tramvai dublu articulat | 17            | 2022-2023    | 2022-2023     | Sunt 17 bucăți, contractate în luna iulie 2021. Primele 9 tramvaie au fost introduse în circulație în martie 2023, iar restul de 8 treptat, până în iulie 2023. |

| Model           | Tip                            | Număr unități | An cumpărare | An fabricație | An retragere | Obs. |
| Timiș 2         | tramvai cu 4 axe vagon+remorcă | 49            | 1987-1989    | 1987-1989     | 2008         | Au fost 49 de bucăți, produse la Electrometal Timișoara intre 1987-1989. Modernizate la Electroputere Craiova între 1994-95. Retrase treptat din circulație până în 2008. 1 vagon motor este păstrat, iar alte 2 au fost transformate în vehicule utilitare. |
| Tatra T4D       | tramvai cu 4 axe vagon+remorcă | 17            | 2001         | 1977-1983     | 2006         | Au fost achiziționate din Leipzig 17 tramvaie vagon + remorcă. Retrase din circulație și casate între 2006-2008. |
| Rathgeber M5.65 | tramvai cu 4 axe vagon+remorcă | 7             | 2005         | 1963          | 2012         | Au fost achiziționate 7 bucăți din München. Retrase din circulație în 2012 și casate în 2013. |
| Tatra KT4D      | tramvai articulat              | 10            | 1998         | 1978          | 2023         | Au fost achiziționate din Berlin 10 vagoane, 6 dintre ele fiind modernizate între 2014-15. Retrase treptat din circulație până în martie 2023 (ultimele 5 bucăți).                                                                                           |
| SGP/Lohner E1   | tramvai articulat              | 9             | 2005         | 1971          | 2023         | Au fost achiziționate din Rotterdam 9 vagoane. 6 dintre ele au fost modernizate între 2014-15. 2 unități retrase în 2013, iar restul de 7 în martie 2023. |
| Tatra T4D-MT    | tramvai cu 4 axe vagon+remorcă | 13            | 2007         | 1971-1984     | 2023         | Au fost achiziționate 13 bucăți din Dresda, toate modernizate în 1994. 10 unități au fost retrase în 2013, iar ultimele 3 în martie 2023. |

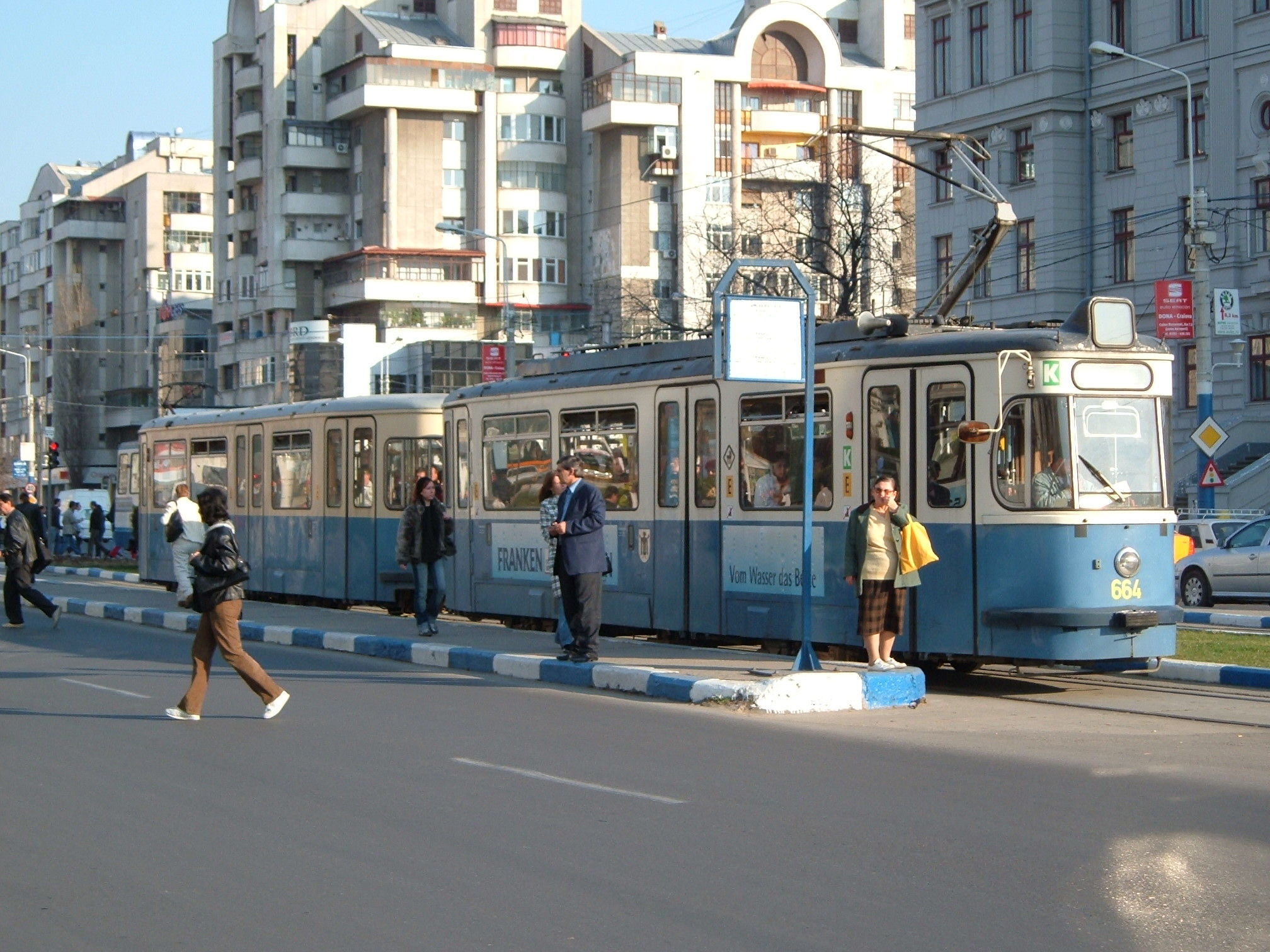
Tramvai Rathgeber M5.65 + m5.65
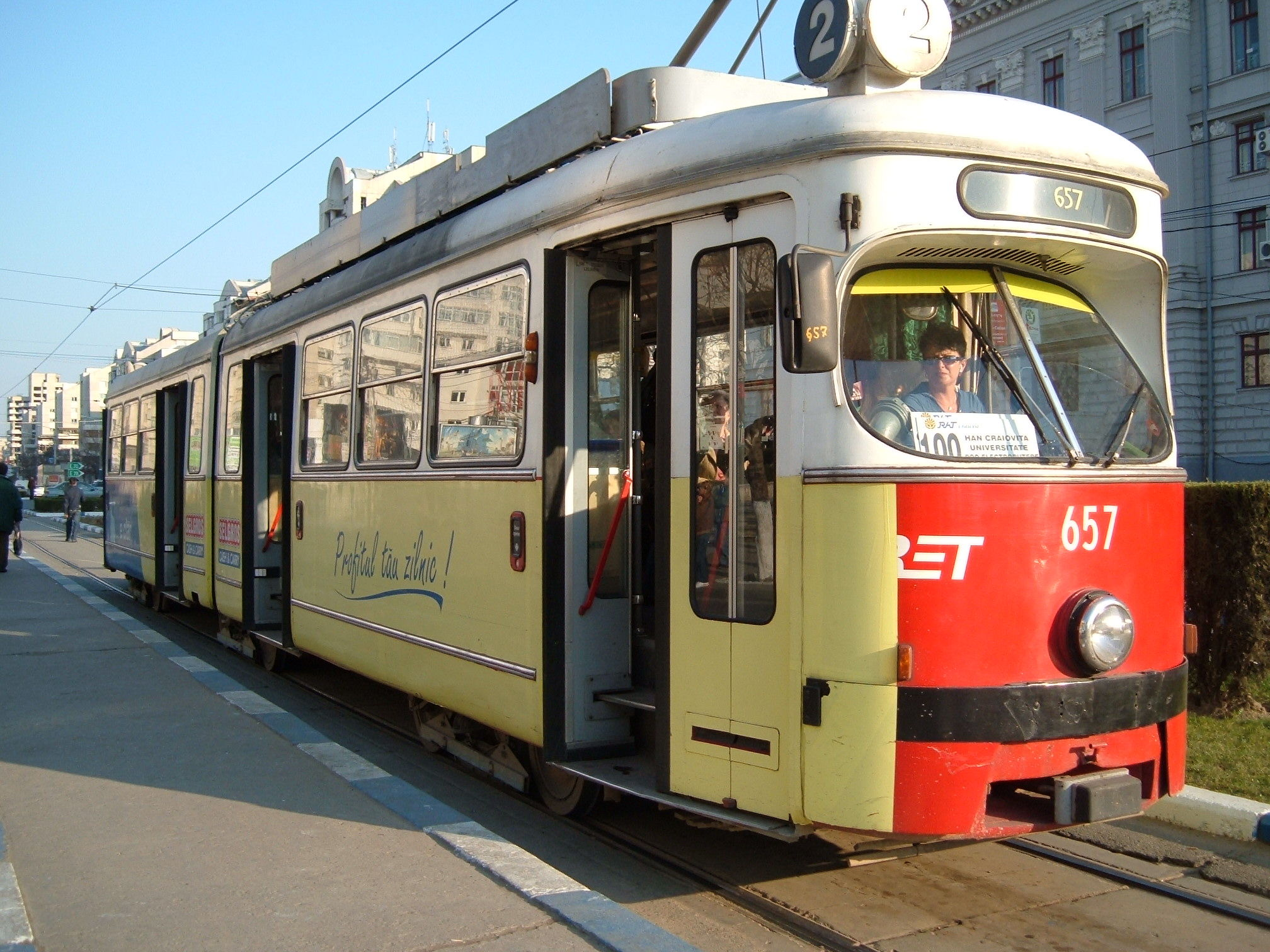
Tramvai SGP/Lohner E1
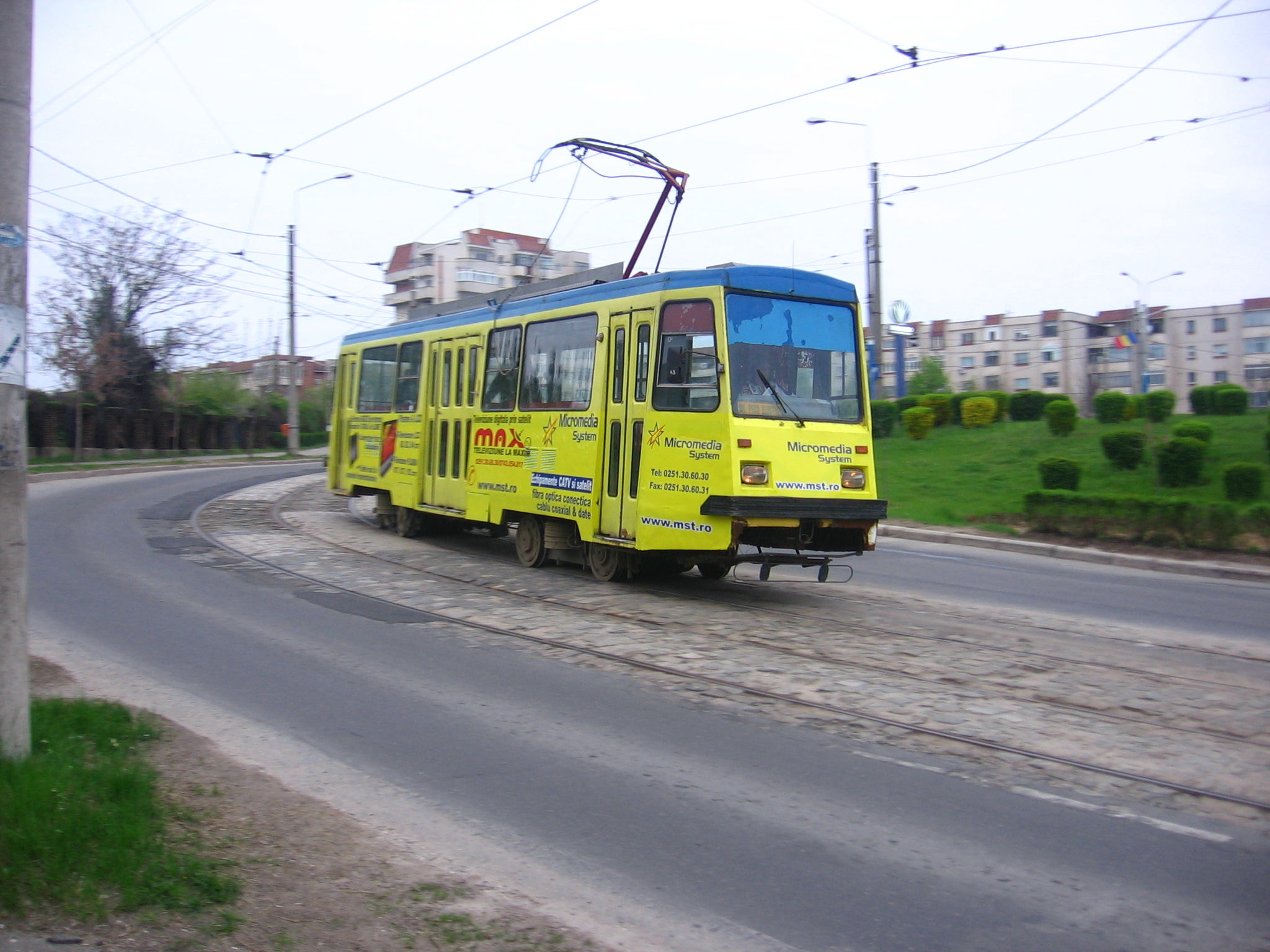
Tramvai Timiș 2
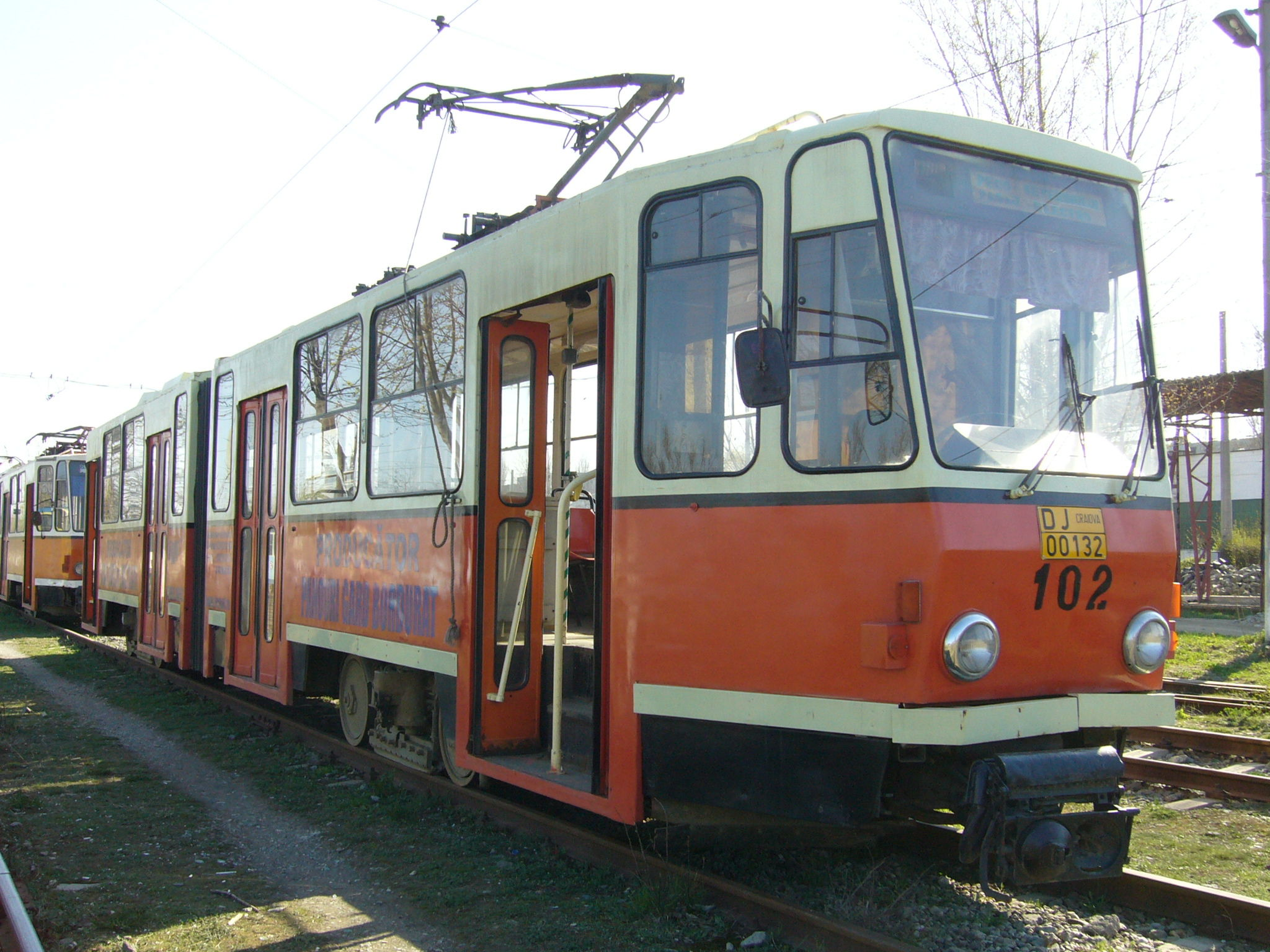
Tramvai Tatra KT4D